# فرهنگ کیوکوتنی

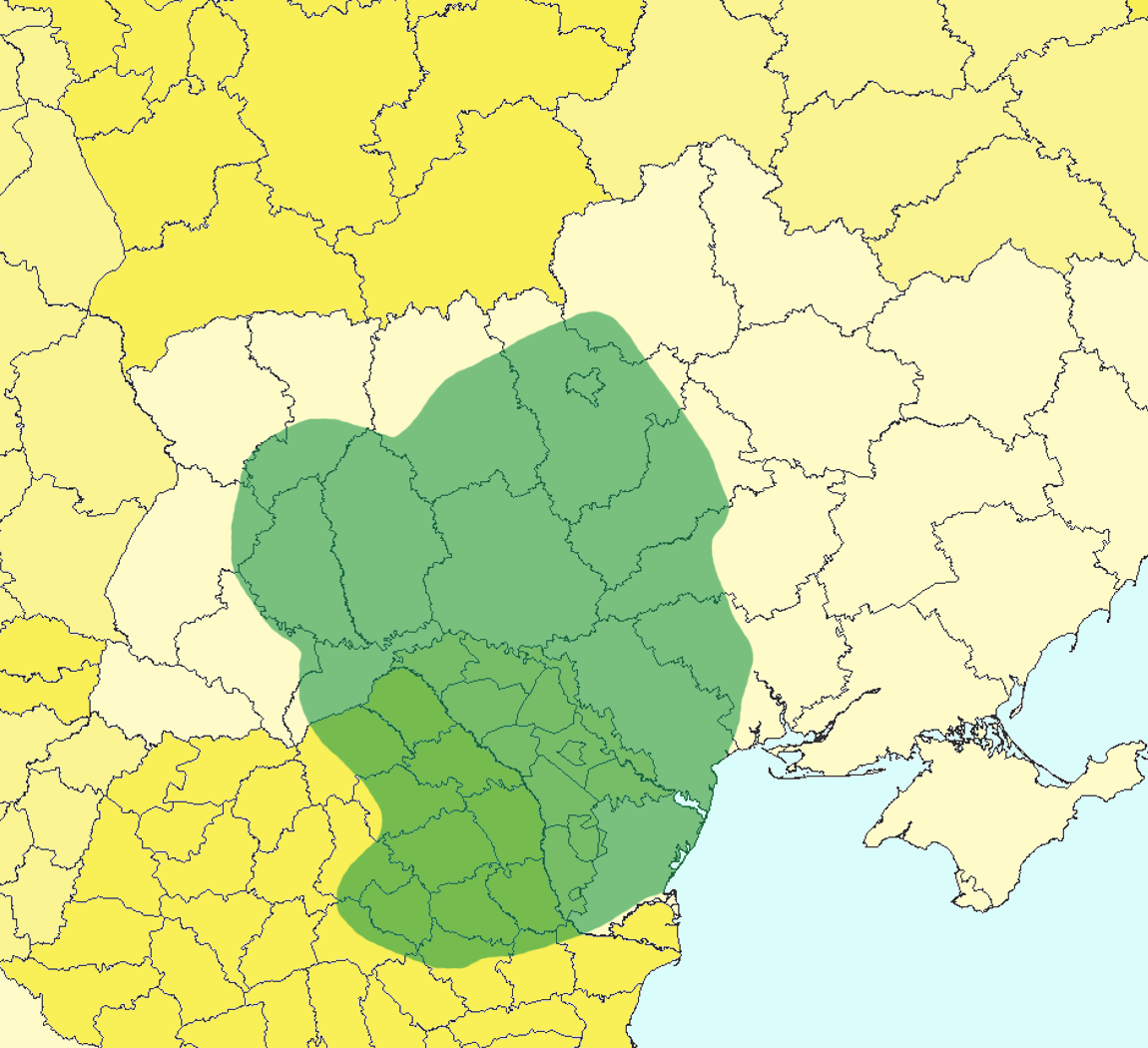
حداکثر گسترهٔ جغرافیایی فرهنگ کیوکوتنی

فرهنگ کیوکوتنی (انگلیسی: Cucuteni–Trypillia culture) یک فرهنگ باستان‌شناختی در اروپای دوران نوسنگی بود که از حدود ۵۵۰۰ پیش از میلاد تا ۲۷۵۰ در شرق اروپا نمو داشت. گسترهٔ جغرافیایی آن از کوه‌های کارپات تا مناطق دنیستر و دنیپر ادامه داشت و قلمرو مولداوی امروزی و بخش‌هایی از غرب اوکراین و شمال شرقی رومانی (حدود ۳۵۰٬۰۰۰ کیلومتر مربع) را در بر می‌گرفت.
غالب سکونت‌گاه‌های فرهنگ کیوکوتنی شکلی متراکم داشتند و در فاصلهٔ ۲–۳ کیلومتری از هم ساخته می‌شدند. از حدود ۴۰۰۰ پیش از میلاد تا ۳۵۰۰ پیش‌از میلاد، سکونت‌گاه‌های فرهنگ کیوکوتنی بزرگتری سکونت‌گاه‌های اروپا بودند.
فرهنگ کیوکوتنی به افق خانه سوخته نسبت داده می‌شود. در این فرهنگ خانه‌ها در دوره‌های ۶۰ تا ۸۰ ساله تماماً به آتش کشیده و رها می‌شدند. دلیل این امر محل مناقشهٔ محققان است.